# Mỏ than Miike

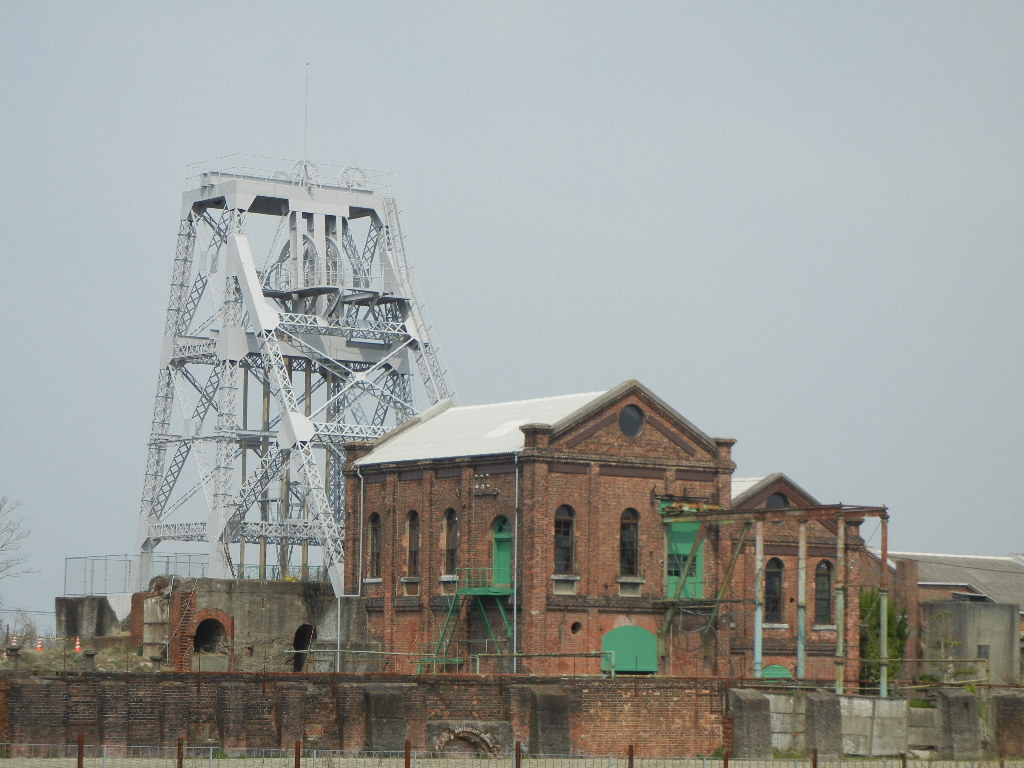

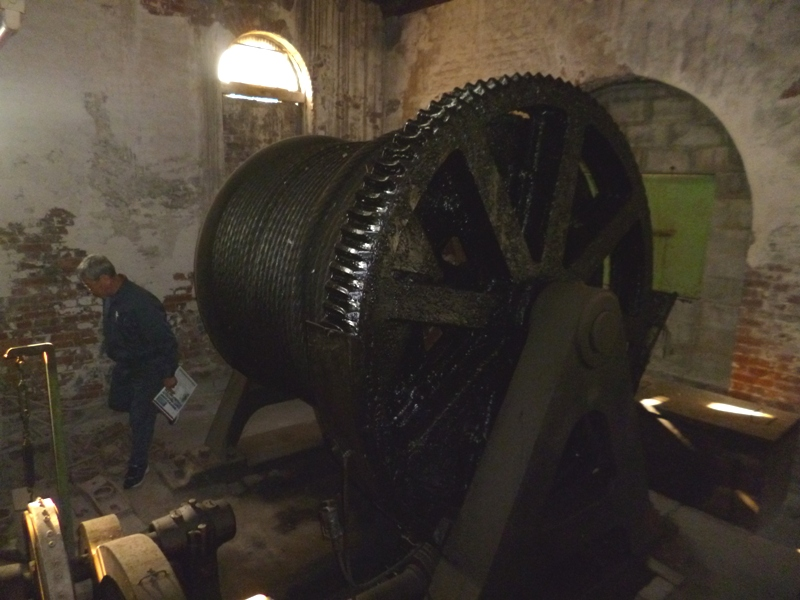
Mỏ than Miike

Mỏ than Miike (三池炭鉱 Miike Tankō) hay Mỏ than Mitsui Miike (三井三池炭鉱 Mitsui Miike Tankō) là mỏ than lớn nhất Nhật Bản. Nó nằm tại Ōmuta, Fukuoka và Arao thuộc Kumamoto, trên đảo Kyushu.

## Lịch sử
Quá trình khai thác mỏ bắt đầu trong thời kỳ Kyōhō, khi mỏ than Miike nằm dưới sự kiểm soát của gia tộc Tachibana.
Năm 1872, mỏ Miike và nhiều mỏ khác đã được quốc hữu hóa  bởi chính phủ Minh Trị. Zaibatsu Mitsui sau đó đã mất quyền kiểm soát mỏ than trong năm 1899.
Đến năm 1963, một vụ nổ dẫn đến 458 người đã thiệt mạng, 438 người trong số họ được xác định là chết vì ngộ độc cacbon monoxit.
Mỏ than chính thức đóng cửa vào năm 1997, với những tác động xấu lên nền kinh tế địa phương.
Năm 2015, mỏ than Miike trở thành một phần của di sản công nghiệp Các địa điểm của Cải cách Công nghiệp Minh Trị tại Nhật Bản: Sắt thép, Đóng tàu và Khai mỏ đã được UNESCO công nhận là di sản thế giới.